# Кондратовская (муниципальное образование «Алексеевское»)
Кондратовская — деревня в Красноборском районе Архангельской области. Входит в состав Алексеевского сельского поселения.

## География
Находится в юго-восточной части Архангельской области на расстоянии приблизительно 5 км на запад-северо-запад по прямой от административного центра района села Красноборск на левобережье реки Северная Двина.

## История
В 1859 году здесь (деревня Сольвычегодского уезда Вологодской губернии) было учтено 25 дворов.

## Население
Численность населения: 180 человек (1859 год), 0 как в 2002 году, так и в 2010.